# Sanjiika, Odesa
Sanjiika (în ucraineană Санжійка) este un sat în comuna Dalnic din raionul Odesa, regiunea Odesa, Ucraina.

## Demografie
Componența lingvistică a localității Sanjiika
     Ucraineană (72,95%)
     Rusă (24,15%)
     Română (2,02%)
     Alte limbi (0,76%)
Conform recensământului din 2001, majoritatea populației localității Sanjiika era vorbitoare de ucraineană (72,95%), existând în minoritate și vorbitori de rusă (24,15%) și română (2,02%).